# Winzingen (Rijnland-Palts)
Winzingen is een plaats in de Duitse gemeente Neustadt an der Weinstraße, deelstaat Rijnland-Palts.
Diedesfeld · Duttweiler · Geinsheim · Gimmeldingen · Haardt · Hambach · Königsbach · Lachen-Speyerdorf · Lobloch · Mußbach · Winzingen